# Kazuki Nagasawa
Kazuki Nagasawa (* 16. prosinec 1991) je japonský fotbalista.

## Klubová kariéra
Hrával za týmy Yokohama F. Marinos, Köln, JEF United Chiba, Urawa Red Diamonds.

## Reprezentační kariéra
Kazuki Nagasawa odehrál za japonský národní tým v roce 2017 celkem 1 reprezentační utkání.

## Statistiky
| Japonsko | Japonsko | Japonsko |
| Roky     | Záp.     | Góly     |
| -------- | -------- | -------- |
| 2017     | 1        | 0        |
| Celkem   | 1        | 0        |